# HD 141937 b
HD 141937 b是一顆發現於2002年8月的系外行星，質量下限是木星的9.7倍。但因為目前不知道它的軌道傾角，無法得知它的真實質量，因此它也可能是棕矮星。該行星的軌道週期是653日，軌道半長軸1.52天文單位，軌道離心率0.41。

## 外部連結
- . Exoplanets.   [2012-07-27]. （原始内容存档于2009-11-25）.
- . Extrasolar Visions.   [2012-07-27]. （原始内容存档于2012-06-12）.